# Nieugięty
Nieugięty (oryg. Aparajito, ang. The Unvanquished, bengalski: অপরাজিত) – indyjski film fabularny z 1956 roku w reżyserii Satyajita Raya. Druga część trylogii, będąca kontynuacją filmu Droga do miasta (1955). Ostatnią częścią tryptyku był Świat Apu (1959).
Adaptacja prozy Bibhutibhushan Bandopadhyay. Tematem filmu jest życie Apu od dzieciństwa do czasu studiów. W rolach głównych wystąpili Kanu Bannerjee i Karuna Bannerjee. Zdjęcia kręcono w Kalkucie i Waranasi.
Obraz nagrodzono Złotym Lwem na 18. MFF w Wenecji.